# Mixomelia formosensis
Mixomelia formosensis là một loài bướm đêm trong họ Noctuidae.